# Pletes del Taó

Les Pletes del Taó, respecte del terme d'Abella de la Conca

Les Pletes del Taó és un indret del terme municipal d'Abella de la Conca, a la comarca del Pallars Jussà, a la vall de Carreu.
Estan situades al costat nord de la vall del riu de Carreu, a l'extrem nord-oest del terme municipal, a prop del límit amb Conca de Dalt (antic terme d'Hortoneda de la Conca). Són al nord-oest de les Coberterades, al nord-est de la Casa de Pla del Tro i al sud-oest de Galliner.

## Etimologia
El nom del lloc prové d'unes pletes que hi ha en aquest lloc, que pertanyien a la casa del Taó.